# Wamena
Wamena è una città dell'Indonesia situata nella Nuova Guinea occidentale. È la capitale della provincia di Papua Pegunungan e del kabupaten di Jayawijaya.

## Geografia
La città si trova nella Baliem Valley, nel mezzo degli altopiani interni e vi si accede principalmente per via aerea, tramite l'aeroporto di Wamena.

## Storia
La città è stata fondata dagli olandesi nel 1956. La città è stata colpita da una rivolta il 23 settembre 2019 a seguito di insulti razzisti da parte di un insegnante nei confronti di uno studente. Secondo le autorità locali, 33 persone sarebbero morte.